# SM 리가
핀란드 아이스하키 선수권 대회(핀란드어: Jääkiekon SM-liiga) 또는 간단히 리가(liiga)는 핀란드 최고의 프로 아이스하키 리그다. 아마추어 리그였던 SM-사르야를 대체하기 위해 1975년에 시작되었다. SM 리가는 핀란드 아이스하키 협회가 직접 감독하지는 않지만 리그와 협회가 협력하기로 합의했다. SM은 "핀란드 챔피언십"(Suomen mestaruus)의 일반적인 약어다.
SM-리가는 16개 팀이 참가하는 대회로, 두 번째로 높은 리그인 메스티스 사이에 강등과 승격이 있다.
SM-리가 팀은 IIHF의 연례 챔피언스 하키 리그 (CHL)에 참가하여 유럽 트로피를 놓고 경쟁한다.